# Сибирцев, Дмитрий Александрович
Дмитрий Александрович Сибирцев —  российский пианист, директор (2012 по 2020 годы) Московского театра Новая Опера им. Е.В. Колобова. Дипломант всероссийских и международных конкурсов в номинации "Лучший концертмейстер" - им. Рахманинова (Москва, 1997), им. Бюль-Бюля (Баку, 1997), им. Монюшко (Варшава,1998), им. Тулегеновой (Алматы, 1999), им. Свиридова (Курск, 2001), им. Глинки (Челябинск, 2001), лауреат премии «Национальное достояние», золотой орден «Служение искусству», Лауреат Премии Фонда Ирины Архиповой (2004), лауреат премии города Москвы в области литературы и искусства (2013).

## Биография
Родившийся 10 декабря 1968 года в Москве, Дмитрий окончил фортепианный факультет Уральской государственной консерватории имени М.П. Мусоргского под руководством профессора Л. Куценко. Его артистическая карьера началась в 1996 году, и с тех пор он выступал как сольный исполнитель и концертмейстер вместе с другими музыкантами, не только из России, но и за ее пределами.
Был инициатором и организатором музыкальных проектов, таких как фестиваль "Басы XXI века" и проект "ТенорА XXI века". Возглавлял музыкальные инициативы фонда Ирины Архиповой и выступал в качестве члена жюри на различных музыкальных конкурсах: международном конкурсе имени П.И. Чайковского 2007 года, международном конкурсе «Янтарный соловей».
С 2012 по 2020 год Дмитрий занимал пост директора Московского театра новая опера имени Е.В. Колобова.

## Родственники
- Дед — Александр Терентьевич Зуев — первый баян Краснознаменного Ансамбля песни и пляски имени Александрова, озвучивал лучшие отечественные фильмы, среди которых: «Трактористы», «Сказание о Земле Сибирской» и другие.
- Дядя —  Сергей Александрович Зуев — тенор, заслуженный артист России.
- Отец —  Александр Сергеевич Сибирцев (1935-2024) — выдающийся советский и российский тенор, народный артист России, лауреат Государственной премии РФ им. Глинки (за роль Пьера Безухова в постановке оперы С.С. Прокофьева «Война и Мир»), Заслуженный деятель искусств Республики Польша, профессор, директор (1992–2001) и ведущий солист Самарского академического театра оперы и балета.

Разведён. Пять детей:
- Дочь - Анна (приёмная, 33 года), сын Алексей (28 лет), дочери: Александра (13 лет), Ярослава  (11 лет), Станислава (3 года).

## CD-записи
- "Песни Ф.-П. Тости" (солист Максим Пастер),
- "Романсы русских композиторов на стихи А. С. Пушкина" (солист Андрей Антонов),
- "Романсы и песни М. П. Мусоргского" (солист Андрей Антонов),
- "Романсы А. С. Даргомыжского" (солист Михаил Давыдов),
- "F. Schubert. WINTERREISE" (солист Илья Кузьмин) и др.